# 38470 Deleflie
38470 Deleflie è un asteroide della fascia principale. Scoperto nel 1999, presenta un'orbita caratterizzata da un semiasse maggiore pari a 3,9737506 au e da un'eccentricità di 0,2056459, inclinata di 8,65681° rispetto all'eclittica.